# Wielkopolski Bank Spółdzielczy

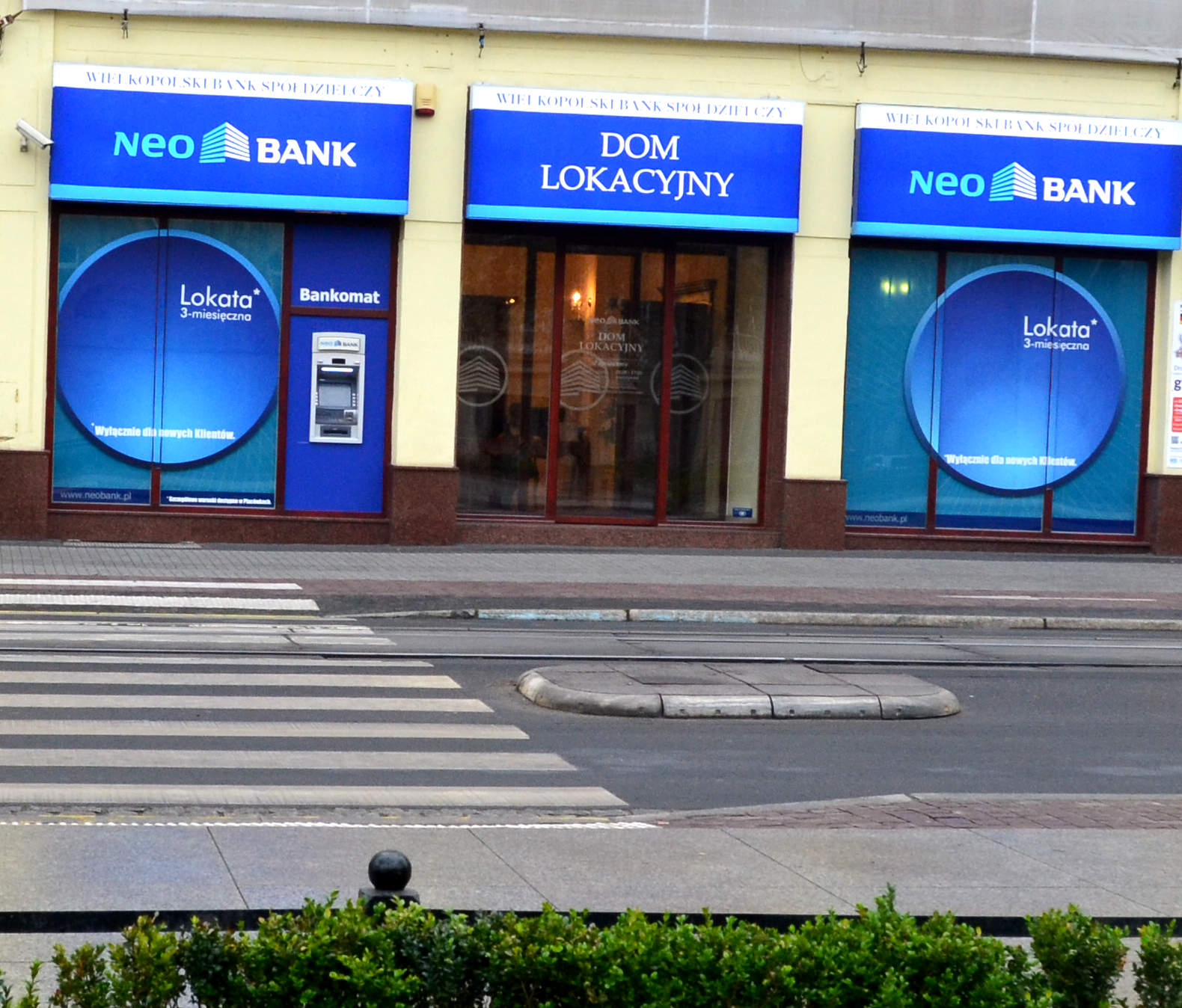
Oddział neoBANKU na Placu Wolności w Poznaniu.

Wielkopolski Bank Spółdzielczy (neoBANK) – bank spółdzielczy z siedzibą w Poznaniu działający w latach 1961–2024. Był jednym z niewielu niezrzeszonych banków spółdzielczych.

## Historia
Bank założony został w 1961 roku w Łubowie. Na początku powstała spółdzielnia przyjęła nazwę Bank Spółdzielczy w Łubowie. W 2004 roku bank zmienił nazwę z dotychczasowej na Wielkopolski Bank Spółdzielczy. W kwietniu 2008 r. Wielkopolski Bank Spółdzielczy zmienił siedzibę na miasto Poznań. 
W 2008 bank wprowadził markę handlową neoBANK, pod którą oferował produkty i usługi bankowe dla klientów indywidualnych i biznesowych (w placówkach i online). Na początku nazwa neoBANK była wykorzystywana dla oznaczenia bankowości elektronicznej banku (obecnie jest to neobank24), następnie rozszerzono posługiwanie się nazwą neoBANK na całość usług i produktów oferowanych przez Wielkopolski Bank Spółdzielczy.
W listopadzie 2014 neoBANK dołączył do grona banków korzystających z usługi KIR (Krajowej Izby Rozliczeniowej S.A.), jaką jest Express Elixir, system płatności natychmiastowych.
W 2021 bank nabył 100% akcji Banku Nowego BFG S.A., który powstał podczas procesu przymusowej restrukturyzacji Podkarpackiego Banku Spółdzielczego w (PBS) Sanoku, rozpoczętego w 2020. Obecnie posiadając sieć placówek, bank prowadzi działalność na obszarze całego kraju. 
W maju 2023 bank ogłosił zamiar zbycia działalności bankowej na rzecz Banku Nowego. Od sierpnia 2023 nie oferował sprzedaży nowych produktów bankowych. W listopadzie 2023 Komisja Nadzoru Finansowego wyraziła zgodę na przejęcie działalności bankowej neoBANKu przez Bank Nowy, co nastąpiło 1 stycznia 2024.

## Nagrody i wyróżnienia
- 2010: II miejsce w konkursie Gazety Bankowej Najlepsze Banki 2010 oraz wyróżnienie za „Najwyższą Dynamikę” w kategorii Banki Spółdzielcze[10].
- 2011: I miejsce w kategorii „Najefektywniejsze Banki” powyżej 200 mln PLN sumy bilansowej w Krajowym Rankingu „Wyróżniające się banki spółdzielcze”[11].

- 2013: III miejsce w „Rankingu lokat 2013 TOP 10” serwisu Money.pl w kategorii najlepsza lokata na 6 miesięcy[12].